# Mompati Merafhe
Mompati Sebogodi Merafhe (Gaborone, 6 giugno 1936 – Gaborone, 7 gennaio 2015) è stato un politico e generale botswano, vicepresidente del Botswana dal 2008 al 2012.
È stato tenente generale e Ministro degli affari esteri dal 1994 al 2008.